# Municipio de Ilūkste
El municipio de Ilūkstes (en letón: Ilūkstes novads) era un municipio de Letonia localizado en el suroeste de dicho país báltico. Fue creado durante el año 2003 después de una reorganización territorial y disuelto en 2021.

## Ciudades y zonas rurales
- Bebrenes pagasts (zona rural)
- Dvietes pagasts (zona rural)
- Eglaines pagasts (zona rural)
- Ilūkste (ciudad)
- Pilskalnes pagasts (zona rural)
- Prodes pagasts (zona rural)
- Subate (ciudad)
- Šēderes pagasts (zona rural)

## Población y territorio
Su población se encuentra compuesta por un total de 9.231 personas (2009). La superficie de este municipio abarca una extensión de territorio de unos 647,9 kilómetros cuadrados. La densidad poblacional es de 14,25 habitantes por cada kilómetro cuadrado.